# Данченко Олександр (отаман)
Олександр Данченко (нар. 1887 — ?) — отаман Армії Української Народної Республіки.
В листопаді 1917 призначений начальником організаційного відділу Українського Генерального Військового Штабу.
В 1919 очолював Запорізьку дивізію і деякий час Запорізький Корпус.
В грудні 1919 Данченко разом з отаманами Ю.Божком, О.Волохом під впливом ідеології боротьбистів відмовився виконувати накази Директорії УНР і підтримав спробу державного перевороту. Після придушення заколоту перейшов на бік більшовиків. Подальша його доля невідома.